# Syllimnophora compressifrons
Syllimnophora compressifrons är en tvåvingeart som först beskrevs av Stein 1904.  Syllimnophora compressifrons ingår i släktet Syllimnophora och familjen husflugor. Inga underarter finns listade i Catalogue of Life.